# Ancistrus clementinae
Ancistrus clementinae är en fiskart som beskrevs av Rendahl, 1937. Ancistrus clementinae ingår i släktet Ancistrus och familjen Loricariidae. Inga underarter finns listade i Catalogue of Life.